# DC Talk (álbum)
DC Talk fue el primer álbum de estudio lanzado por grupo cristiano DC Talk. Es el más orientado al hip hop de todos sus álbumes, ya que cada álbum posterior progresó gradualmente hacia un sonido más centrado en el rock. Michael Tait declaró que su objetivo original para el álbum era vender 10.000 unidades. Vendió 7.142 unidades en 1989. Después de que su popularidad se disparó con el lanzamiento de Free at Last, las ventas retroactivas aumentaron, aunque es el único de sus álbumes de estudio que no alcanza el estatus de oro de la RIAA (500.000 unidades vendidas).

## Listado de pistas
| N.º | Título                 | Duración |  |
| 1.  | «Heavenbound»          | 3:53     |  |
| 2.  | «Gah Ta Be»            | 3:57     |  |
| 3.  | «Final Days»           | 4:08     |  |
| 4.  | «The King (Allelujah)» | 4:10     |  |
| 5.  | «Spinnin' Round»       | 3:48     |  |
| 6.  | «Voices Praise Him»    | 3:51     |  |
| 7.  | «Time Ta Jam»          | 2:02     |  |
| 8.  | «He Loves Me»          | 5:11     |  |

### En la gira Free at Last
Tres de las canciones del álbum fueron parte de la gira del álbum Free at Last. 
1. "Heavenbound"
2. "Time Ta Jam"
3. "He Loves Me"

## Grabación
DC Talk (compuesto por Toby McKeehan, Michael Tait y Kevin Max ) firmó su contrato discográfico inicial con ForeFront Records en enero de 1989, junto con Vic Mignogna y Mike Valliere. En el video de formato largo Narrow Is the Road, el grupo señala el apartamento donde se firmó el trato. Al abandonar Liberty University, el trío se mudó a Nashville, TN y la grabación para DC Talk comenzó de inmediato. La grabación fue un proceso rápido ya que el álbum se lanzó el 13 de junio de 1989.

## Singles
La pista de apertura del álbum proporcionó la mayor parte del éxito relativo de ventas del álbum. "Heavenbound" se grabó originalmente para la demostración en casete lanzada de forma independiente del grupo, Christian Rhymes to a Rhythm, que incluía solo a Tait y McKeehan. Se volvió a grabar después de que Kevin Max se agregara al grupo justo antes de este lanzamiento. El álbum recibió un impulso de ventas después de que el video musical de "Heavenbound", su primer video musical, recibiera una poderosa reproducción en el programa de hip-hop de la red BET: "Rap City". "Heavenbound" se incluyó en la compilación Ultimate Rap (Starsong, 1989).
El segundo éxito, pero menor, fue "Spinnin 'Round" con su amigo y beatboxer Mike "DJ Valet Beat" Valliere, quien hizo beatbox tanto en "Final Days" como en "Time Ta Jam". "Spinnin 'Round" se incluyó en las compilaciones Rappin' His Word: Today's Hottest Christian Rap (Arrival Recordings, 1990) y Rap - Straight From the Streets (Benson, 1990). 
Ambas canciones fueron incluidas en el álbum recopilatorio dc talk: The Early Years . Además, "Gah Ta Be" apareció en Ultimate Rap 2 (Starsong, 1990). 
El álbum Christian Rhymes to a Rhythm incluía "Always Leanin'", que se excluyó de este álbum.

## Ventas
El álbum se lanzó a ventas mínimas el 13 de junio de 1989. El álbum recaudó 7.142 unidades a finales de 1989. Los álbumes cristianos que salen en la lista de los mejores álbumes contemporáneos de Billboard, que luego son posicionados en los cuarenta álbumes principales cada dos semanas (ahora semanalmente). DC Talk logró entrar en la lista solo una vez en 1989 (número 34 el 18 de noviembre de 1989). Siete meses después, en junio de 1990, el álbum volvió al Top 40 en las listas del 2 y 16 de junio (número 32 y número 39, respectivamente). El segundo álbum del trío, Nu Thang, irrumpió en el Top 10 en noviembre de 1990 y permaneció en al menos el Top 12 durante seis meses seguidos. Alcanzó el puesto número 5 tres veces durante esta carrera. El éxito de Nu Thang llevó a un interés en DC Talk mucho mayor del que jamás había disfrutado por sí solo. Después de llegar al Top 40 solo seis veces, y no más alto que el No. 32, en sus primeros dos años y medio, DC Talk se disparó al No. 18 en la lista del 2 de noviembre de 1991. Demostrando que no fue casualidad, permaneció en la lista durante los siguientes dos meses y medio. Alcanzó el puesto número 10 el 30 de noviembre de 1991, pero tuvo otras presentaciones en el Top 20 del número 11, el número 14 (dos veces) y el número 19 en varios puntos de su carrera. Después de un comienzo bastante humilde, DC Talk superó la marca de las 100.000 unidades vendidas.

## Grabaciones vivo
Dos canciones de DC Talk fueron remasterizadas para Free at Last World Tour en 1994. Las primeras ocho líneas de la letra de "Time ta Jam" se actualizaron en una canción solo en vivo, que presentó por nombre a los miembros de la banda de gira del grupo, llamada "Back 2 the Basics". Las imágenes se pueden ver en el video de formato largo Narrow is the Road. También en Free at Last World Tour hubo una versión completamente reelaborada de "Heavenbound" que llevó la canción al sonido combinado de rap/rock de la era Free at Last. Esta versión de "Heavenbound" nunca se ha lanzado comercialmente en formato de audio o video. Se incluyó una versión incluso diferente de "Heavenbound" en la gira The Supernatural Experience. Toby McKeehan y el bajista Otto Price (también conocido como "Sugar Bear"). Un clip de esta versión está incluido en el DVD/VHS The Supernatural Experience .

## Rap, rock y soul
Tras el éxito de Nu Thang, el grupo lanzó Rap, Rock, & Soul, un video de larga duración que relata los dos primeros álbumes del grupo. Para la parte que detalla DC Talk, el video VHS contiene presentaciones en vivo de "He Loves Me" y "Time Ta Jam". El video musical de "Heavenbound" también está incluido.

## Videos musicales
Esta producción musical solo conto un video musical. 
- "Heavenbound"

## Singles
- Heavenbound
- Spinnin' Round

## Créditos de producción
- Productor ejecutivo –Dan R.Brock
- Producción – Toby McKeehan y Ron W. Griffin
- Ingeniería y mezcla –Ron W. Griffin, Richard Hartline, EQ Monroe
- Grabado en Horizon Recording Studios, Pittman, NJ; OmniSound, Nashville, Tennessee; y Crosstown Recorders, Memphis, TN
- Masterizado por Hank Williams para MasterMix, Nashville TN
- diseño de portada –Jon Timián
- Fotografía –Steve Eastham y Jon Timian
- Música para "Heavenbound" arreglada por Richard Hartline
- Música y voz para "Final Days" y "He Loves Me" arreglados por Vic Mignogna
- Beatbox en "Time Ta Jam", "Final Days" y "Spinnin Round" de Mike "Moose" Valliere (Valet Beat)
- Letra y música de Toby McKeehan excepto "Voices Praise Him" y "He Loves Me" - Letra de Toby McKeehan, música de Toby McKeehan y Richard Hartline